# Rumanowa Ławka

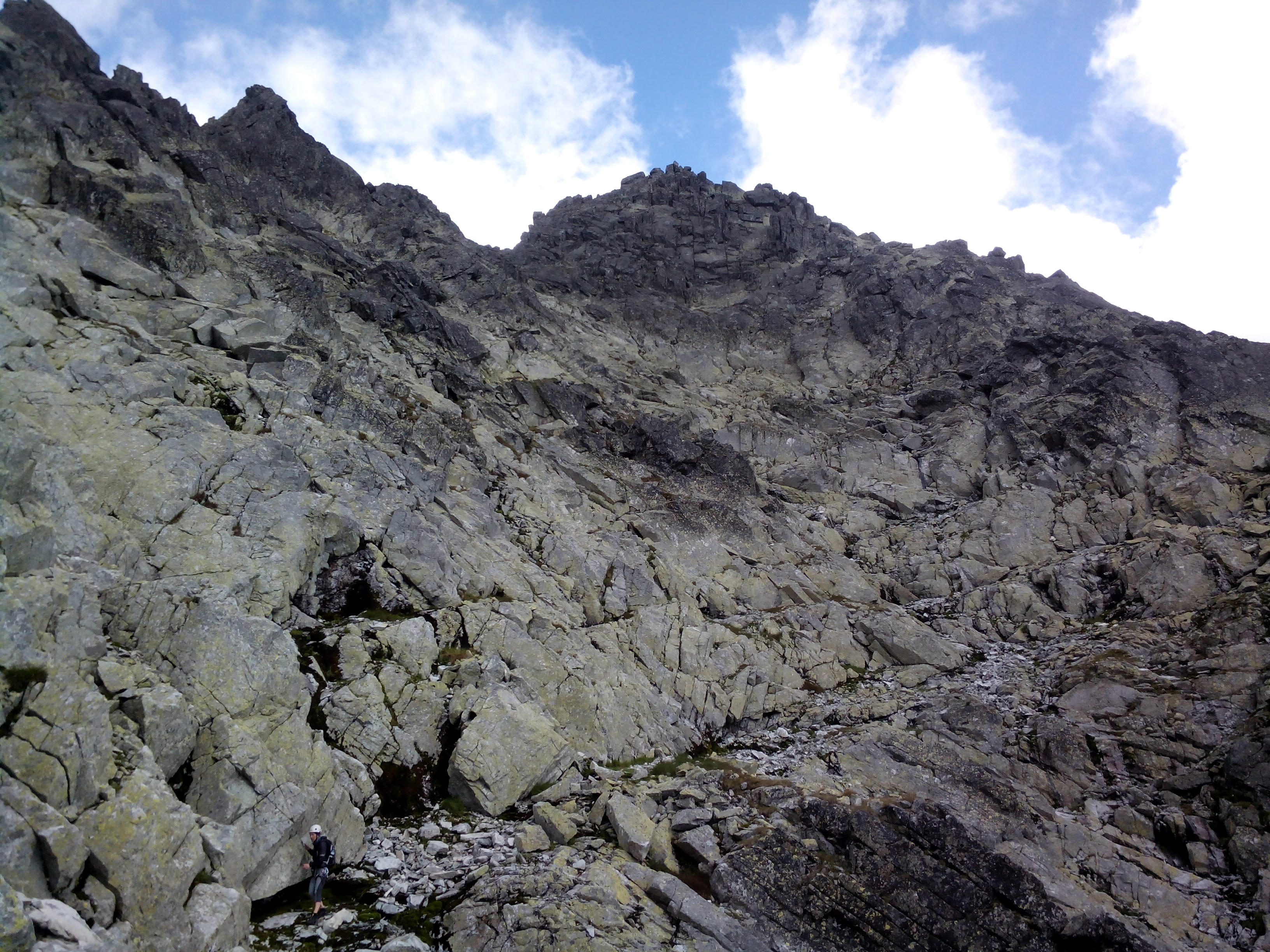
Rumanowa Ławka

Rumanowa Ławka – system zachodów na południowo-zachodnich ścianach Ganku, Rumanowego Szczytu i Żłobistego Szczytu w słowackich Tatrach Wysokich. Ma duże znaczenie dla taterników, gdyż z Dolina Złomisk przez Rumanową Ławkę prowadzi najłatwiejsza droga wspinaczkowa na Gankową Przełęcz, Ganek i Rumanowy Szczyt (droga nr 1).
Rumanowa Ławka to szerokie, częściowo płytowe, częściowo piarżyste lub trawiaste zachody ciągnące się prawie poziomo na wysokości około 2200 m. Najwyższy jej punkt (ok. 2250 m) znajduje się pod prawą częścią południowo-zachodniej ściany Ganku. Poniżej zachodów są kilkudziesięciometrowej wysokości ścianki opadające na piargi Dolinki Rumanowej. Najłatwiejsze wejście na Rumanową Ławkę prowadzi głębokim żlebem opadającym ze Wschodniej Rumanowej Przełęczy (droga nr 1).
Polską nazwę tej formacji skalnej nadał Władysław Cywiński. Arno Puškáš podzielił ją na trzy części, którym nadał nazwy: Terasa Ganku, Rumanowa terasa i Južná lavká Žlobivej.
Drogi wspinaczkowe
1. Z Dolinki Rumanowej przez Rumanową Ławkę na Gankową Przełęcz; 0+ w skali tatrzańskiej, czas przejścia 30 min
2. Ze środkowej części Rumanowej Ławki przez całą Rumanową Ławkę; 0+, 45 min
3. Z północnej części Rumanowej Ławki przez zachodnią część Rumanowej Ławki; 0+, 30 min[1].

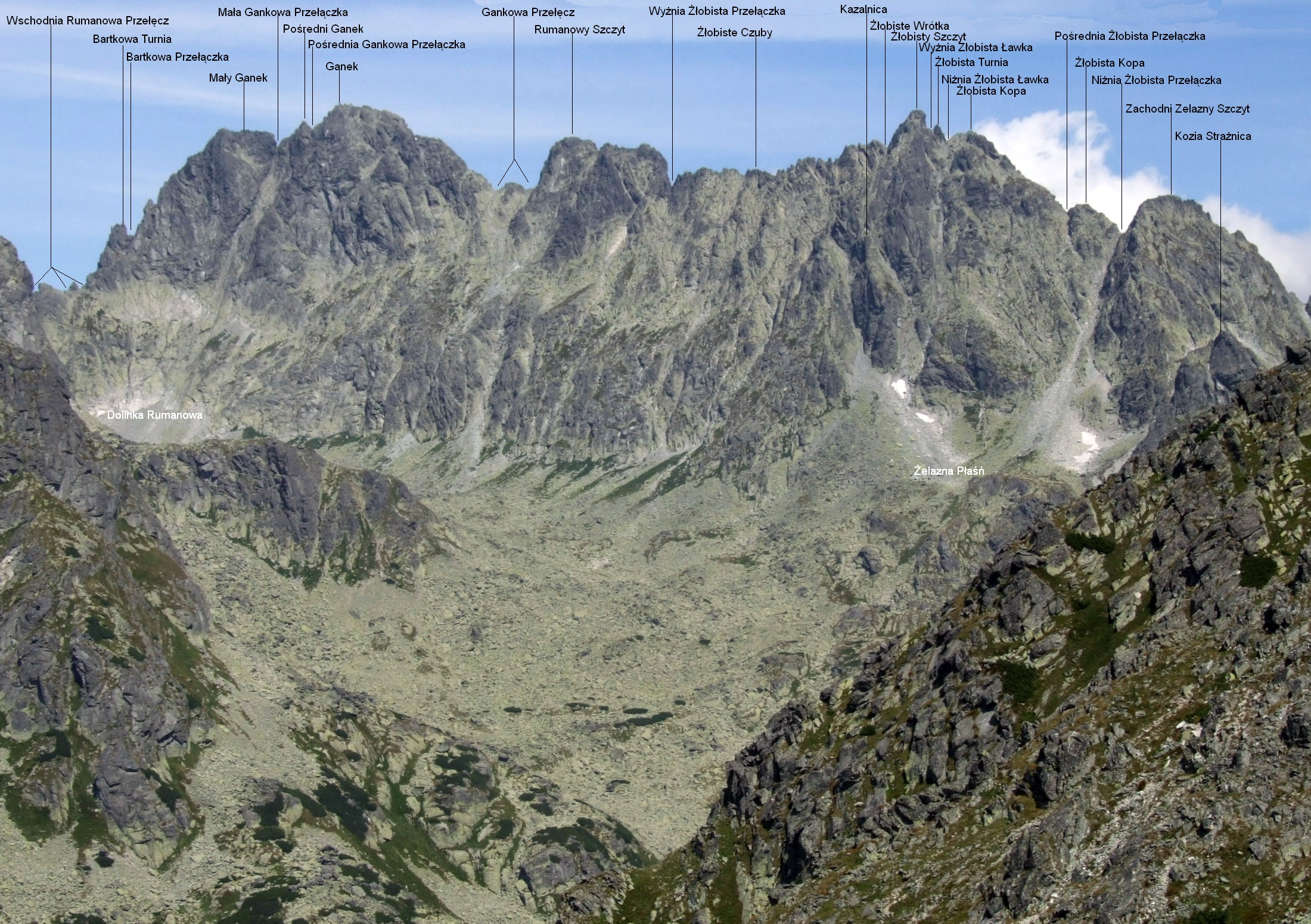
Widok z podejścia na Przełęcz pod Osterwą